# Livinské Opatovce
Livinské Opatovce – wieś i gmina (obec) w powiecie Partizánske, w kraju trenczyńskim na Słowacji. Wieś lokowana w roku 1340.